# グワイヒア
グワイヒア（Gwaihir）は、J・R・R・トールキンの中つ国を舞台とした小説、『ホビットの冒険』および『指輪物語』の登場人物。鷲の王。別名を風早彦(The Windlord)と言う。霧ふり山脈の鷲族の住処「Eagle's Eyrie」に住む、『指輪物語』の時代の鷲の長。エルフとガンダルフの友。史上最大最強の鳥の王、第一紀に活躍したソロンドール（Thorondor）の子孫であり、弟にランドローヴァル（Landroval）がいる。
グワイヒアと弟のランドローヴァルなどはいつの時代に誕生したのかは不明瞭であるが、少なくとも第一紀の時点で中つ国に飛来していたことは、ベレンとルーシエンをアングバンドより救出する折、彼らがソロンドールを手助けしていたことより判明している。　その後、第三紀の五軍の合戦にも他の大鷲族を率いて参加していた可能性がある。『ホビットの冒険』では霧ふり山脈のゴブリンと森に住むワーグに追い詰められたビルボら一行を救出した「鷲の王」 (The Great Eagle) が登場するが、これが指輪物語に登場するグワイヒアと同一の存在であるかどうかは判然としない。『ホビット』時代で賜った王冠を、後年の折には頭に載せていないことが理由の一つにある。『ホビット - ゆきてかえりし物語』第四版 注釈版注釈では、トールキンは『ホビットの冒険』および『指輪物語』で同一視するような記述をしていない。戦闘中に毒傷を負ったが、このときはガンダルフによって治癒されている。なお、『ホビット』における鷲の王はその後鳥たちに推されすべての鳥の王となる。この際に彼が被った冠は、ホビットのビルボら一行に参加していたドワーフ達が前述の事件の返礼として贈った物である。
『指輪物語』においてグワイヒアは三度ガンダルフを運んだ。一度目はサルマンにより閉じこめられたアイゼンガルドからエドラスへ。二度目はバルログと戦って倒れたケレブディルの頂からロスローリエンへ。三度目はコルマレンの野から滅びの山に取り残されたフロド・バギンズとサム・ギャムジーのもとへ。マンウェはオローリンを中つ国へと送り出し、その危機を救ったのはマンウェの創造した鷲だった。グワイヒアは他の鷲たちを率いて行動することも多かったが、とくにランドローヴァルが共に行動して支えることが多かった。その他、グワイヒアの部下に属する名の挙がっている個体としてメネルドール(Meneldor) がおり、モルドールの門へ西の軍の援軍に向かった大鷲の一隊に参加したり、黒門での戦闘や滅びの山での救出任務にも風早彦兄弟と共に赴いた。

## 映画版
- 原作とは異なり言葉を喋る描写もなく、また大きさも原作での描写にある「6m(20フィート) 前後の体高と23m (75フィート) 以内の翼開長よりも大幅に小さいものとなっている。
- 最初にガンダルフのオルサンクからの救出を要請したのは茶のラダガストであるとされているが、映画では蛾や蝶を伝令にしてガンダルフ自身救援を呼ぶという設定に変えられている。
- 映画版『ロード・オブ・ザ・リング』では『旅の仲間』（上記ガンダルフの救出）と『王の帰還』（上記フロド・バギンズ達の救出や、黒門における最後の戦いの場での八人の指輪の幽鬼との戦い）の双方に登場しそれぞれ重要な役割を果たしているが、登場シーンでの名前以外はほとんど言及がなされておらず、飛蔭（ガンダルフが乗っていた白馬で馬の王）に比べ、名前も劇中で一切呼ばれないなど極端に説明が少ない。